# 新芽金融集團
新芽金融集團（日语：株式会社めぶきフィナンシャルグループ）是日本的一家銀行控股公司，由足利控股和常陽銀行經營統合誕生。該公司也是日本第三大的地方銀行集團。

## 外部連結
- めぶきフィナンシャルグループ （页面存档备份，存于）
- 常陽銀行 （页面存档备份，存于）
- 足利銀行